# کاپوت (خودرو)

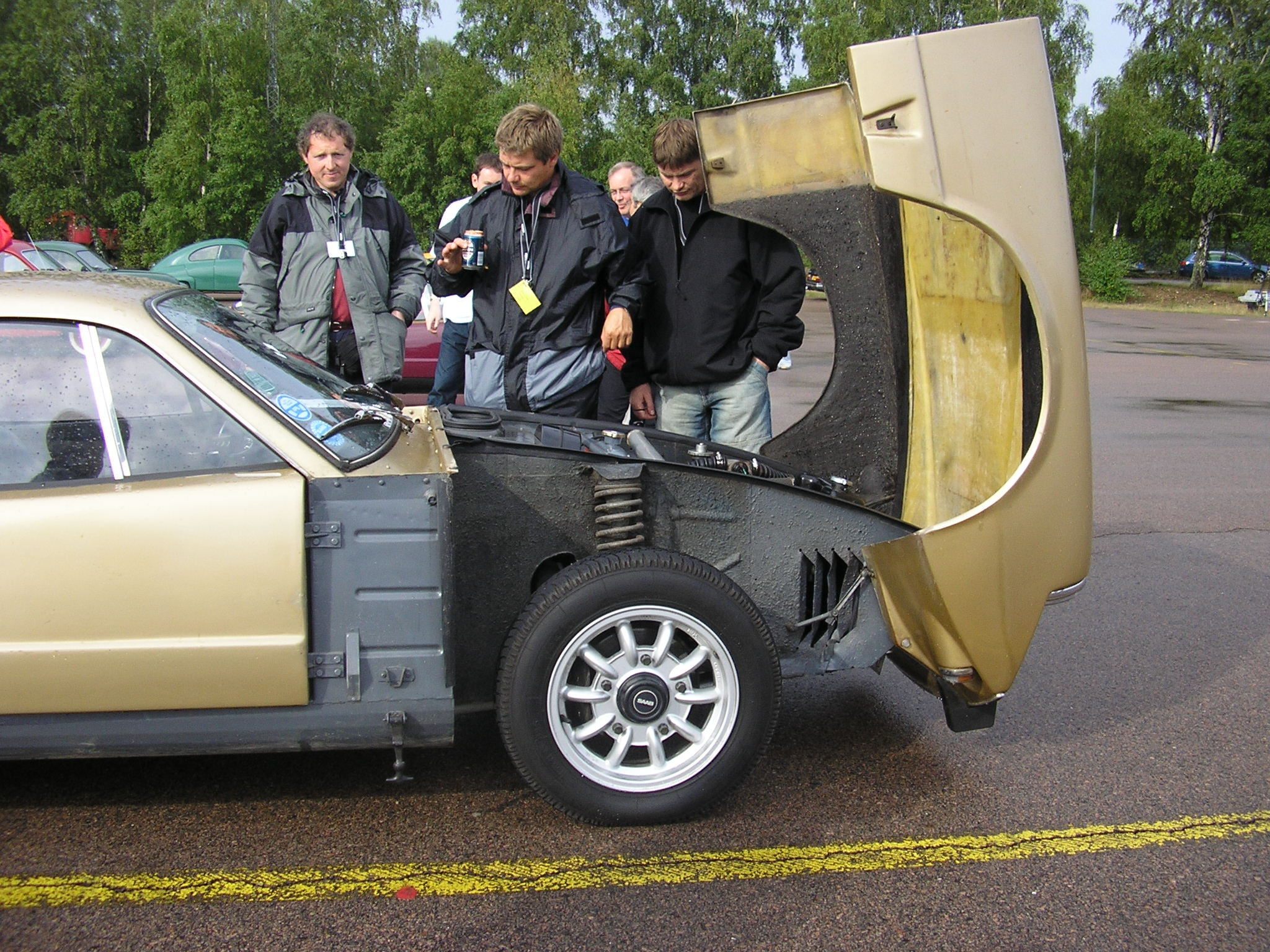
درِ موتورهایی که به جلو باز می‌شوند امکان دسترسی بهتری دارند.

کاپوت (به روسی: капот، به فرانسوی: capot) یا درِ موتور یا دربِ موتور، پوششی لولایی بر روی موتور وسیلهٔ نقلیه است که به کاربر امکان دسترسی به اجزای موتور برای تعمیر و نگهداری را می‌دهد.